# نيفيل نيفيل
نيفيل نيفيل (26 سبتمبر 1949 - 7 أغسطس 2015 بسيدني في أستراليا)  (بالإنجليزية: Neville Neville)‏ هو لاعب كريكت بريطاني.